# Stade Bahçeşehir Okulları
Le stade Bahçeşehir Okulları, (en turc Bahçeşehir Okulları Stadyumu) ou Alanya Oba Stadyumu pour des raisons de sponsoring, est un stade de football basé à Alanya (Turquie).

## Histoire
Le stade qui sert de terrain de jeu au club Alanyaspor est construit à partir de 1995. Toutefois, de nombreux problèmes qui perturbent les travaux amènent à une livraison seulement en 2011. Le stade doté de 10 128 places assises et couvertes est inauguré le 9 janvier 2011, avec le match du Galatasaray SK contre le Hanovre 96 (3-0).